# トマス・クラークソン

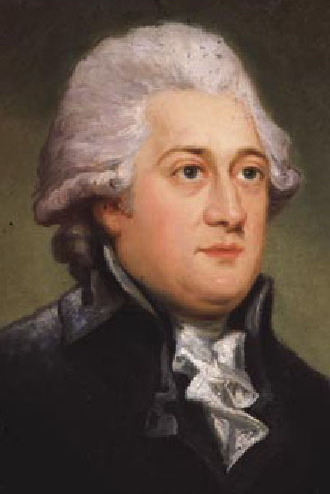
トマス・クラークソン

トマス・クラークソン（Thomas Clarkson, 1760年3月28日 - 1846年9月26日）は、英国ケンブリッジ大学の学生にして反奴隷制運動の指導者。

## 概説
論文大会のテーマに「奴隷制」を与えられ、詳細を調べるうちに彼は「もしこれが事実なら、誰かが終わらせなければならないのではないか」と思ったと言われる。これが後の反奴隷制運動に繋がっていく。

## 活動
当初は自ら論文を出版し、奴隷船の船員、医師の証言を集めるといったことから始めていた。活動の過程において彼の元に脅迫文が届いたり、集団で襲われるといった災難に見舞われたが、それでも活動をやめることはなかった。
彼は署名運動、定期刊行物の発行、廃止運動のシンボルマーク、奴隷船の実態が一目で分かるポスターでの宣伝等、今日のNGO（非政府組織）の運動のルーツになったとも言える方法をとって活動した。

## 成果
彼の尽力により、1807年、英国の奴隷貿易は廃止された。これは米国より半世紀以上も早い。